# تاريخ الأوبرا

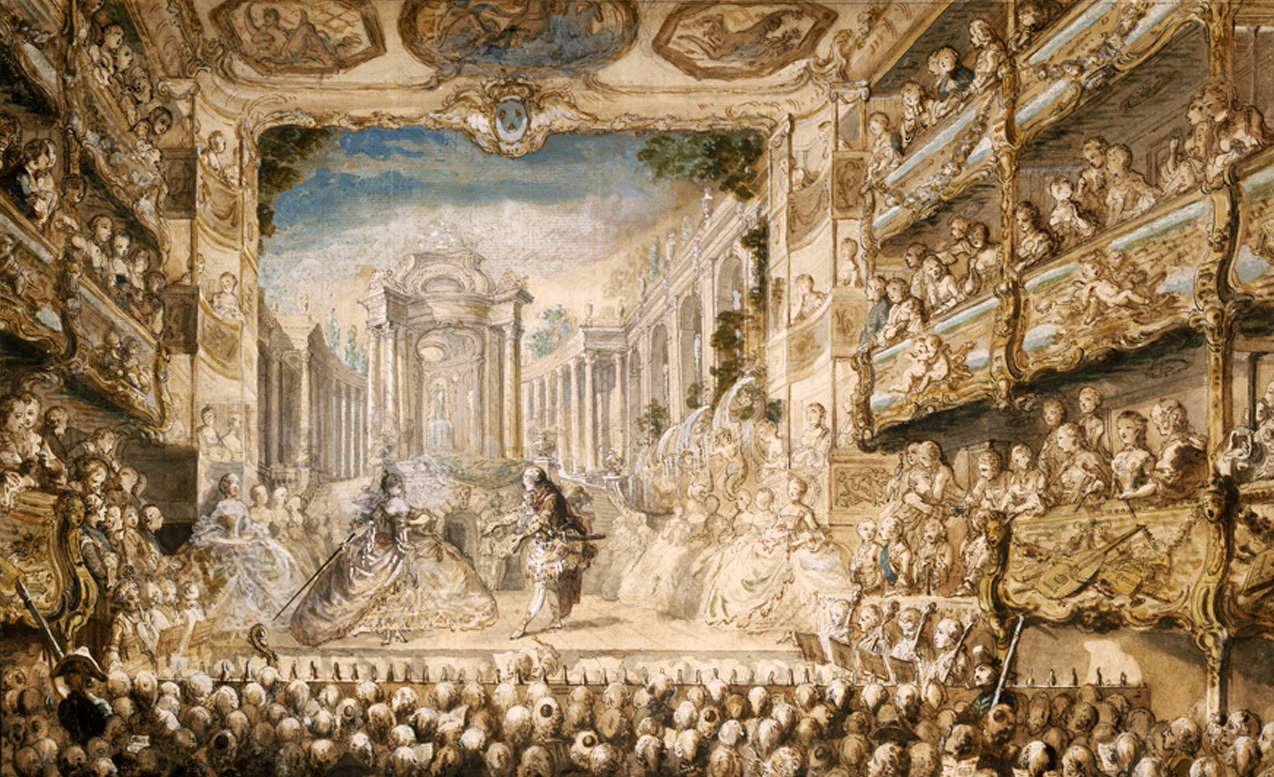
أوبرا Lully "Armide" تم أداؤها في القصر الملكي ، 1761.

يشكل تاريخ الأوبرا مدة زمنية قصيرة نسبيًا في سياق تاريخ الموسيقا بشكل عام: ظهرت لأول مرة في عام 1597 مع إنشاء جاكوبو بيري الأوبرا الأولى دافني. تطورت الأوبرا منذ ذلك الحين بالتوازي مع غيرها من التيارات الموسيقية التي لحقت بعضها البعض مع مرور الوقت حتى يومنا هذا، مرتبطة بشكل عام مع المفهوم الحالي للموسيقا الكلاسيكية.
تمثل الأوبرا (من الكلمة اللاتينية أوبرا، جمع أوبوس، «عمل») أحد الأنواع الموسيقية التي تجمع بين الموسيقا السيمفونية، التي تؤديها الأوركسترا عادة، والنص الدرامي المكتوب – يمكن التعبير عنه من خلال الليبريتو – مع تفسيرها صوتيًا بواسطة مغنيي التيسيتورا المختلفين: التينور، والباريتون والباس بالنسبة للذكور، والسوبرانو، والميزو سوبرانو والكونترالتو بالنسبة للإناث، بالإضافة إلى ما يُسمى بالأصوات البيضاء (العائدة إلى الأطفال) أو فالسيتو (كاستراتو، كاونترتينور). بشكل عام، يحتوي العمل الموسيقي على افتتاحيات، وفواصل موسيقية ومرافقات موسيقية، مع تأدية الجزء الغنائي في جوقة أو بشكل فردي، أو ثنائي أو ثلاثي أو غيرها من المجموعات المختلفة، في بنى مختلفة مثل الإلقاء المنغم أو الآريا. تضم الأوبرا أنواعًا عديدة، مثل الأوبرا الكلاسيكية، وأوبرا الحجرة، والأوبريت، والأوبرا الموسيقية، والسينغشبيل والزارزويلا. من جهة أخرى، كما هو الحال في المسرح، يوجد أيضًا أوبرا درامية (أوبرا سيريا) وأوبرا كوميدية (أوبرا بافا)، بالإضافة إلى مزيج من النوعين: الدراما جيوكوسو.
كنوع متعدد الاختصاصات، تجمع الأوبرا بين الموسيقا، والغناء، والرقص، والمسرح، والسينوغرافيا، والتمثيل، والأزياء، ومستحضرات التجميل وتصفيف الشعر وغيرها من الاختصاصات الفنية الأخرى. تمثل الأوبرا بالتالي عملًا من أعمال الإبداع الجماعي، الذي يبدأ بشكل أساسي مع كاتب الليبريتو والمؤلف الموسيقي، ويلعب المؤدون الصوتيون فيه دورًا جوهريًا، إلا أنه لا يكتمل دون الموسيقيين، والقيادة الموسيقية، والراقصين، وفناني المجموعات والأزياء وغيرهم من الشخصيات الأخرى الأساسية بالقدر نفسه. من جهة أخرى، تمثل الأوبرا حدثًا اجتماعيًا، فلا يوجد سبب لوجودها دون جمهور لمشاهدة العرض. لهذا السبب بالذات، أصبحت الأوبرا بمرور الوقت انعكاسًا لمختلف التيارات الفكرية، والسياسية والفلسفية، والدينية والأخلاقية، والجمالية والثقافية العائدة إلى المجتمع حيث نشأت هذه العروض.
نشأت الأوبرا في نهاية القرن السادس عشر، كمبادرة من دائرة الباحثين (كاميراتا فلورنسا)، التي اقترحت فكرة إدخال النصوص الدرامية إلى الموسيقا مع اكتشافهم غناء المسرح الإغريقي القديم. أنشأ جاكوبو بيري أبروا دافني (1597)، متبوعة بأوبرا يوريديس (1600) بواسطة المؤلف نفسه. في عام 1607، ألف كلاوديو مونتيفيردي أوبرا لا فافولا دورفيو، التي تميزت بمقدمتها الموسيقية التي أطلق عليها المؤلف اسم سينفونيا، وقسّم الأجزاء المغناة إلى عدد من الآريا، ليمنح الأوبرا الحديثة بنيتها المميزة.
استمر التطور اللاحق للأوبرا بالتوازي مع التيارات الموسيقية المختلفة التي تبعت بعضها البعض بمرور الوقت: أمكن تحديدها في إطار الباروكية بين القرن السابع عشر والنصف الأول من القرن الثامن عشر، إذ كانت الموسيقا الثقافية في هذه الفترة حصرية لنخبة المجتمع، لكنها أنتجت العديد من الأشكال الموسيقية الغنية والجديدة، وشهدت تأسيس اللغة الخاصة بالأوبرا، التي اكتسبت بدورها مزيدًا من الثراء والتعقيد في وسائل التأليف والصوتيات من جهة وفي الإنتاج المسرحي والسينوغرافي من جهة أخرى. شهد النصف الثاني من القرن الثامن عشر الكلاسيكية، التي تمثل فترة من الإبداع العظيم المتسم بالصفاء والتناغم في المؤلفات، مع عدد من الشخصيات العظيمة مثل موزارت وبيتهوفن. تميز القرن التاسع عشر بالرومانسية، التي اتسمت بفردانية المؤلف، الذي اعتُبر بدوره عبقريًا مستنيرًا وحظي بمكانة واحترام متزايدين، أمثال العديد من أعظم الشخصيات الصوتية في الغناء التي لمع نجمها في المجتمع حيث احتلت البرجوازية مكانة الطبقة الأرستقراطية في التفوق الاجتماعي. شهد هذا القرن أيضًا نشأة المتغيرات الموسيقية الخاصة بعدد من الدول التي خلت من أي تقليد موسيقي حتى ذلك الحين، فيما أُطلق عليه احقًا اسم القومية الموسيقية. شهدت نهاية القرن عددًا من التيارات مثل الانطباعية الفرنسية والواقعية الإيطالية. دخلت الأوبرا في القرن العشرين، مثلها مثل بقية أنواع الموسيقا والفنون عمومًا، في الطليعية، التي اعتُبرت الطريقة الحديثة لتصور الإبداع الفني ذات الأساليب والتقنيات التأليفية الجديدة، التي أمكن التعبير عنها من خلال مجموعة متنوعة وكبيرة من الأساليب، في وقت متميز بالانتشار الهائل لوسائل الإعلام، ما سمح بالوصول إلى جمهور أوسع عبر قنوات عديدة، إذ لم تعد العروض مقتصرة على الحضور الشخصي (الراديو والتلفاز)، مع الحفاظ على قيمة الذخيرة الموسيقية من الفترات السابقة، التي بقيت سارية في العديد من دور الأوبرا الكبرى حول العالم.
على مدار التاريخ، نشأت بعض الاختلافات في الرأي داخل الأوبرا فيما يتعلق بالمكون الأكثر أهمية فيها، الموسيقا أم النص، أو حتى ما إذا كانت أهميتها كامنة في الغناء وبراعة الفنانين، ما يمثل الظاهرة التي سمحت بنشوء بل كانتو وظهور عدد من الشخصيات مثل الديفا أو بريما دونا. منذ بدايات الأوبرا وصولًا إلى ترسخ الكلاسيكية، حظي النص بالأهمية الأكبر، إذ دائمًا ما ارتبط مع بالمشهد البصري، والزخارف الفخمة وسينوغرافيات الطراز الباروكي المعقدة؛ أفاد كلاوديو مونتيفيردي في هذا الصدد: «يجب اعتبار الكلمة حاسمة، يجب عليها قيادة التناغم بدلًا من خدمته». مع ذلك، أصبحت الموسيقا بوصفها المكون الرئيسي للأوبرا أكثر أهمية مع عمليات التقويم التي أحدثها غلوك وظهور العباقرة العظماء أمثال موزارت. صرح موزارت نفسه ذات مرة: «يجب على الشعر أن يكون خادمًا مطيعًا للموسيقا». حرص مؤلفون آخرون، مثل ريخارد فاغنر، على الجمع بين جميع الفنون في عمل إبداعي واحد، إذ أطلق عليه اسم «العمل الكلي للفن» (Gesamtkunstwerk).

## خلفية تاريخية
ترجع جذور الأوبرا إلى مختلف أشكال المسرح الغنائي أو الموسيقي التي نتجت على مدار التاريخ في جميع أنحاء العالم. يمثل كل من التمثيل الدرامي بالإضافة إلى الغناء، والموسيقا، والرقص وغيرها من المظاهر الفنية الأخرى أشكالًا من التعبير ذي الأهمية الجوهرية للوجود البشري، إذ استمر البشر في ممارستها منذ عصور ما قبل التاريخ. في اليونان القديمة، كان المسرح أحد الأطياف المفضلة في المجتمع. شهد المسرح اليوناني ولادة عدد من الأنواع الدرامية الرئيسية (الكوميديا والتراجيديا) ووضع أسس السينوغرافيا والتأدية الموسيقية. تشير مختلف الشهادات الموثقة إلى غناء التمثيلات الدرامية وترافقها مع الموسيقا، على الرغم من عدم وجود أي آثار متبقية تقريبًا من الموسيقا اليونانية القديمة في عصرنا هذا. استطاع مؤلفو المسرح الرئيسيون في ذلك العصر، مثل إسخيلوس، وسوفوكليس ويوربيديس وضع أساس الفن الدرامي، الذي تستمر تأثيراته حتى يومنا هذا.
خلال العصور الوسطى، نشأت علاقة ترابط وثيقة بين الموسيقا والمسرح. اتسمت هذه الأعمال بالطابع الديني، من نوعين: دراما الطقوس الدينية التي شغلت عروضها الكنائس واتخذت من اللاتينية لغة لها؛ وما يُطلق عليه اسم «مسرحية الأسرار»، التي تمثل مجموعة من القطع المسرحية ذات الطابع الشعبي التي شغلت عروضها أروقة الكنائس واستخدمت اللغة العامية. تناوبت هذه العروض بين الأجزاء المحكية والغنائية، في جوقة عمومًا، وترافقت بموسيقا الآلات المختلفة، وأحيانًا مع الرقصات الشعبية.
في اليابان، نشأ مسرح نو في العصور الوسطى ليمثل أحد أنواع الدراما الموسيقية الغنائية في الشعر أو النثر، مصحوبًا بموضوع تاريخي أو أسطوري. تولت الجوقة مهمة تلاوة السرد، بينما أدى الممثلون الرئيسيون التعبيرات الإيمائية في حركات إيقاعية. تولى ثلاثة ممثلين مهمة تأدية التمثيل، جنبًا إلى جنب مع جوقة مكونة من ثمانية مغنيين، وعازف فلوت وثلاثة قارعي طبول. في الصين، نشأت ما تُسمى الأوبرا الصينية التي تمثل أحد أشكال المسرح الغنائي ذات الطابع الطقسي، التي لا تترافق مع النص، لكنها تعمل على خلق جو معين.
في عصر النهضة، ظهرت العديد من الأنواع الموسيقية الصوتية، مثل المادريجال، والأوراتوريو والإنترميديو وباليه دي كور، التي مهدت الطريق أمام نشأة الأوبرا. يُعتبر الإنترميديو (بالإيطالية: إنترميزو) أبرز هذه الأنواع، إذ يمثل الفواصل التي تتخلل العروض المختلفة للعمل المسرحي، الذي يجمع الغناء، والرقص، وموسيقا الآلات وتأثيرات السينوغرافيا، مع الحبكات المعتمدة على الأساطير، أو الحكايات الرمزية أو المشاهد الرعوية العائدة إلى الأدب اليوناني الروماني. تُعتبر فلورنسا في عصر ميديشي مركز الإنتاج الرئيسي، إذ ظهرت الأوبرا بعد ذلك بوقت قصير.